# 토노 히카루

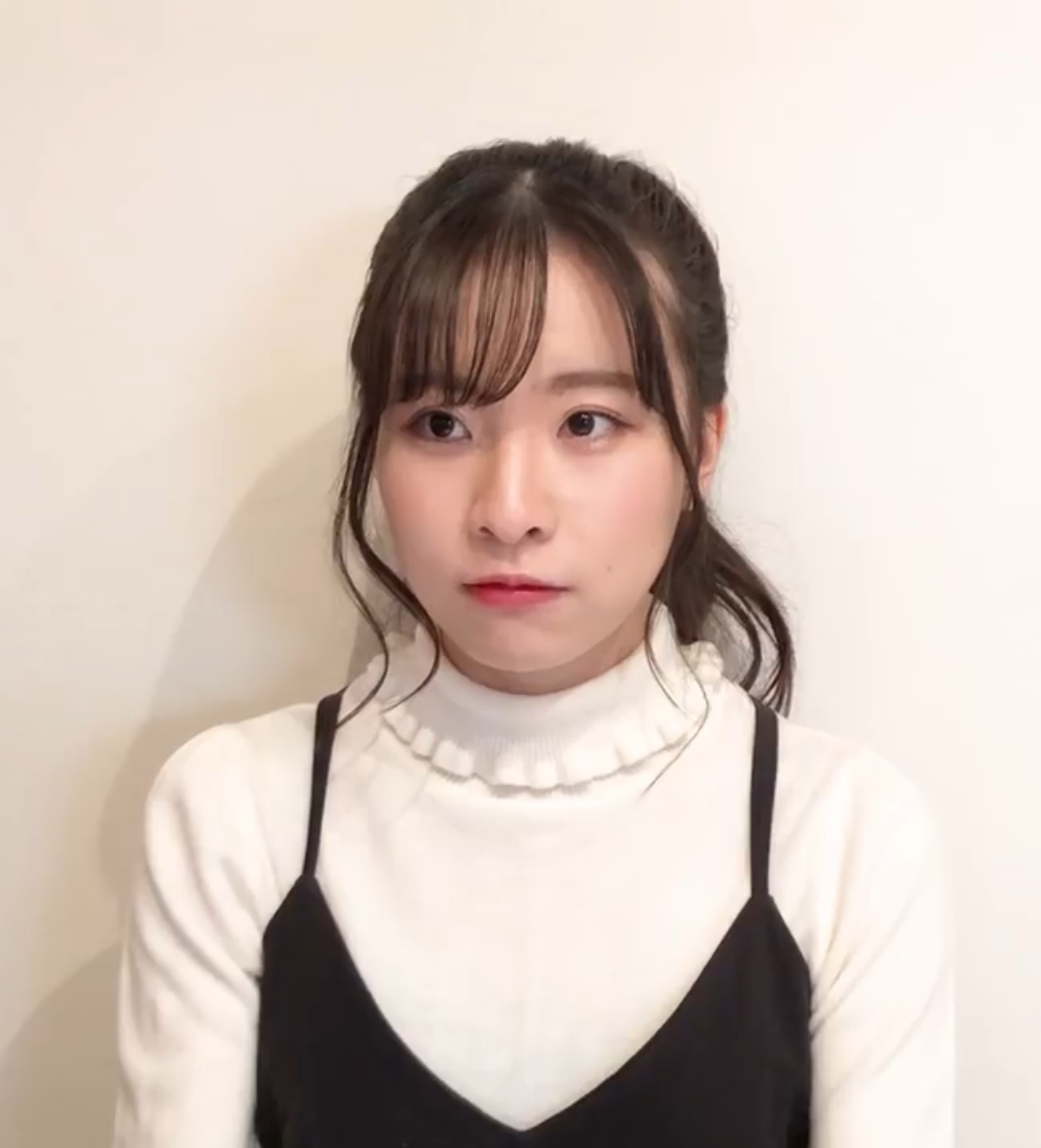

토노 히카루(일본어: 遠野 ひかる, 1996년 3월 5일 ~ )는 일본의 여성 성우. 도쿄도 출신. 히비키 소속.

## 출연작

### 애니메이션
- 2018년
  - 퓨처 카드 신 버디파이트 - 학생 A
  - 조이드 와일드 - 소녀
  - 이웃집 흡혈귀 씨 - 아오키 아사히

- 2019년
  - 버뮤다 트라이앵글 ~컬러풀 파스토랄레~ - 세레나
  - BanG Dream! 2nd Season - 노노 요시코
  - 케모노 프렌즈 2 - 레서판다
  - 키랏토 프리☆챤 - 동급생
  - 장난을 잘 치는 타카기 양 2 - 미사에
  - 초인 고교생들은 이세계에서도 여유롭게 살아가나 봅니다! - 뷰마 족 어린이

- 2020년
  - BanG Dream! 3rd Season - 노노 요시코
  - SHOW BY ROCK!! 마슈마이렛슈!! - 호완
  - 어설트 릴리 BOUQUET - 왕 유지아

- 2021년
  - SHOW BY ROCK!! STARS!! - 호완
  - 우마무스메 PRETTY DERBY 2 - 마치카네 탄호이저
  - SSSS.DYNAZENON - 카네이시
  - 카드파이트!! 뱅가드 overDress - 세토 토마리
  - 섀도 하우스 - 배역 불명
  - 슬라임을 잡으면서 300년, 모르는 사이에 레벨MAX가 되었습니다 - 에노

- 2022년
  - 이세계 미소녀 수육 아저씨와 - 사티나
  - 전생 현자의 이세계 라이프 ~두 번째 직업을 얻고 세계 최강이 되었습니다~ - 슬라
  - 쿠노이치 츠바키의 속마음 - 스즈란
  - 카드파이트!! 뱅가드 will+Dress - 세토 토마리

### 게임
- 케모노 프렌즈 파빌리온 - 럭키 비스트 3형
- 트리플 몬스터즈 - 메류지나 마린
- 소녀☆가극 레뷰 스타라이트 -Re LIVE- - 유메오오지 시오리
- SHOW BY ROCK!! Fes A Live - 호완
- 벽람항로 - 뉘른베르크
- 어설트 릴리 Last Bullet - 왕 유지아
- 우마무스메 프리티 더비 - 마치카네 탄호이저
- 레드: 프라이드 오브 에덴 - 리사